# Svenska Kommunalheraldiska Institutet

Svenska Kommunalheraldiska Institutets vapen.

Svenska Kommunalheraldiska Institutet var en stiftelse bildad 1951. Institutet hade som uppgift att ägna sig åt kommunal heraldik. I institutets styrelse ingick vid bildandet John Nihlén (ordförande) samt Uno Lindgren (sekreterare och heraldiker). Som konstnärlig medarbetare fungerade Sven Sköld. Under sin verksamma tid utarbetade institutet en rad vapen för svenska kommuner.
Svenska Kommunalheraldiska Institutets vapen var: I fält av guld två korslagda röda häroldsstavar, upptill prydda med ett ur vågor uppskjutande krenelerat borgtorn, samt däröver en av tinnskura bildad blå ginstam, belagd med tre kronor av guld.
Idag har använder de flesta kommuner heraldiska vapen. Efterföljaren Sockenheraldiska Institutet arbetar med att ta fram vapen för Sveriges socknar.

## Vapen skapade av Svenska Kommunalheraldiska Institutet (ej samtliga)

Emmaboda köping
Fryksände landskommun
Färila landskommun
Gladhammars landskommun
Gnosjö landskommun
Götene köping
Herrestads landskommun
Herrljunga köping
Jokkmokks landskommun
Lilla Edets köping
Ljungskile landskommun
Los landskommun
Lövångers landskommun
Madesjö landskommun
Misterhults landskommun
Mönsterås köping
Nysätra landskommun
Orusts kommun
Ovanåkers landskommun
Piteå landskommun
Sevede landskommun
Skene köping
Stegeborgs landskommun
Steneby landskommun
Tierps landskommun
Tunabergs landskommun
Umeå landskommun
Vifolka landskommun
Virserums köping
Vårgårda landskommun
Öckerö landskommun